# Palmarès del 1. Fußball-Club Nürnberg Verein für Leibesübungen
Il 1. Fußball-Club Nürnberg Verein für Leibesübungen, meglio noto come 1. FC Nürnberg o con l'acronimo 1. FCN, è una società polisportiva tedesca avente sede a Norimberga e nota principalmente per la sua sezione calcistica.
Fondata nel 1900, la squadra di calcio inizialmente militò nel campionato di calcio della Germania meridionale, che vinse per la prima volta nel 1916, mentre si aggiudicò il primo titolo nazionale nel 1919-1920. Prima del 1963, anno di istituzione della Bundesliga, Der Club, com'è soprannominato il Norimberga, ha detenuto il titolo di Deutscher Rekordmeister (squadra vincitrice di più campionati) per oltre sessant'anni, anche se a volte ha condiviso l'onore con lo Schalke 04. Vinse, infatti, 11 campionati regionali, tra cui quello di Oberliga Süd costituito nel 1945, e altri 7 campionati nazionali. Nel 1987 fu superata dal Bayern Monaco quale squadra con il maggior numero di titoli nazionali. La squadra vanta altresì la vittoria di 4 Coppe di Germania.

## Competizioni nazionali
- Campionato tedesco: 9

1919-1920, 1920-1921, 1923-1924, 1924-1925, 1926-1927, 1935-1936, 1947-1948, 1960-1961, 1967-1968
- Coppa di Germania: 4

1935, 1939, 1961-1962, 2006-2007
- 2. Fußball-Bundesliga: 4  (record)

1979-1980, 1984-1985, 2000-2001, 2003-2004
- Fußball-Regionalliga: 2

1970-1971 (Regionalliga Sud), 1996-1997 (Regionalliga Sud)

## Competizioni regionali
- Campionati della Germania meridionale: 7

1916, 1918, 1920, 1921, 1924, 1927, 1929
- Oberliga Süd: 6 (record)

1947, 1948, 1951, 1957, 1961, 1962
- Campionati di Baviera: 1

1907
- Coppa di Germania meridionale: 2

1919, 1924

## Competizioni internazionali
- Coppa Piano Karl Rappan: 1

1968

## Competizioni giovanili
- Under-19 Bundesliga: 1

1973-1974
- DFB-Pokal der Junioren: 3

1986-1987, 1987-1988, 1992-1993
- Torneo Internazionale Under-19 Bellinzona: 1

1980

## Altri piazzamenti
- Campionato tedesco:

Secondo posto: 1921-1922, 1933-1934, 1936-1937, 1961-1962
Semifinalista: 1928-1929, 1929-1930, 1931-1932, 1943-1944
- Coppa di Germania:

Finalista: 1940, 1941, 1981-1982
Semifinalista: 1938, 1964-1965, 1965-1966, 1968-1969, 1969-1970, 1978-1979
- Coppa di Lega tedesca:

Semifinalista: 2007
- 2. Fußball-Bundesliga:

Secondo posto: 1975-1976 (girone Sud), 1977-1978 (girone Sud), 2017-2018
Terzo posto: 1997-1998, 2008-2009, 2015-2016
- Oberliga Süd:

Secondo posto: 1945-1946, 1951-1952, 1957-1958, 1962-1963
- Coppa delle Coppe:

Semifinalista: 1962-1963